# Stempel (Botanik)
Als Stempel oder Pistill bezeichnet man in der Botanik eine Einheit eines Gynoeceums, welche sowohl ein einzelnes, freies, als auch die miteinander zu einem coenokarpen Fruchtknoten verwachsenen Fruchtblätter der Blüte mancher Bedecktsamer beinhaltet.
Allerdings werden von einigen Autoren nur verwachsene bzw. coenokarpe Fruchtblätter als Stempel bezeichnet. 
Die lateinische oder englische Namensgebung (Pistil(l)) erfolgte aufgrund der Ähnlichkeit, der Form, mit dem Pistill oder einem Stößel (Pistillum). Ein Werkzeug, mit dem Material in einer starkwandigen Reibschale oder in einem Mörser, zerkleinert, zerstampft, zerstoßen, wird. Im Deutschen wird das Pistillum auch als (der kleine) Stempel, Stampfer bezeichnet.

## Innerer Aufbau
Der Stempel gliedert sich in einen unteren fertilen Abschnitt, den meist bauchigen Fruchtknoten (Ovar) mit den Samenanlagen, und oft einen sterilen Abschnitt mit dem häufig schmalen und langen Griffel, der an seinem oberen Ende die Narbe trägt. Diese kann, wie bei der Tulpenblüte, auch direkt auf dem Fruchtknoten aufsitzen, der Griffel fehlt dabei. 
Die Narbe nimmt bei der Bestäubung die Pollenkörner auf, der Griffel leitet die auskeimenden Pollenschläuche zum Fruchtknoten. Dort findet dann in den Samenanlagen die Befruchtung statt.
Bei einem coenokarpen Fruchtknoten können bei einem Stempel aber auch mehrere Griffel und Narben vorhanden sein. Es können nun bei einem Griffel mehrere Griffeläste mit jeweils einer Narbe vorhanden sein (synstylovarious) oder jeweils freie Griffel mit jeweils einer Narbe (synovarious). Wenn mehrere, einzelne und apokarpe Stempel vorhanden sind und die Narben und teilweise auch die Griffel aber verwachsen sind, entsteht ein Gynostegium (das ganze Gebilde wird auch als ein Stempel bezeichnet). Möglich ist auch, dass angrenzende Fruchtblätter nur teilweise, knapp verwachsen sind mit freien Griffeln (hemi-apocarpous, semicarpous) oder durch den Blütenboden verbunden sind (pseudo-coenokarp).
Ein Stempel kann seltener auch mit einem Stempelfuß oder Podogynium, Gynopodium gestielt sein, z. B. wie bei der Hunds-Rose. Hier bildet ein verengter Basalteil des Fruchtknotens einen kleineren Stiel oder ein Podium. Abzugrenzen sind andere stielartige Verlängerung wie das Gynophor und Androgynophor u. a., welche aus der Blütenachse gebildet werden, oder dem Karpophor, dem Fruchthalter. Ist der Fuß oder der Stiel scheibenförmig, nennt man das eine Gynobasis (Stempelpolster, -boden), diese kann einem Nektar ausscheidendem Diskus entsprechen.
Es können selten auch zwei oder mehrere Stempel von verschiedenen Blüten ganz oder teilweise zu einem Syngynium (pseudo-monomer) verwachsen sein.→ siehe auch unter Fruchtknoten. Ein Stempel kann auch steril sein und wird dann als „Pistillode“ bezeichnet, er ist dann oft verkümmert.